# Atractocarpus simulans
Atractocarpus simulans là một loài thực vật có hoa trong họ Thiến thảo. Loài này được Guillaumin mô tả khoa học đầu tiên năm 1933.